# Whispering Enemies
Whispering Enemies è un film del 1939 diretto da Lewis D. Collins.

## Produzione
Il film fu prodotto dalla Larry Darmour Productions.

## Distribuzione
Distribuito dalla Columbia Pictures, il film uscì nelle sale cinematografiche USA il 24 marzo 1939.